# Schweranlauf
Als Schweranlauf, auch Schwerlastanlauf, bezeichnet man in der Antriebstechnik eine Antriebsaufgabe, die erhöhte Anforderungen an die häufig an Maschinen verwendeten Asynchronmotoren stellt. Diese werden durch hohe Last- und Trägheitsmomente der anzutreibenden Maschine hervorgerufen. Der Schweranlauf ist die stärkste noch zu bewältigende Belastung für den Motor und seine Schaltgeräte.

## Kriterien für die Definition

Hochlaufkennlinie mit Schleifringläufermotor

Klassisches Erkennungsmerkmal für einen Schweranlauf ist die sehr lange Hochlaufzeit des Motors. Während ein Motor-Direktanlauf zwischen 0,2 und 5 Sekunden benötigt, um auf Nenndrehzahl zu kommen, benötigt er beim Schweranlauf bis zu 30 Sekunden. Beim Anlassen mittels Anlassverfahren kann die Hochlaufzeit bis zu 120 Sekunden betragen. Dauert ein Anlaufvorgang länger als 12 Sekunden, wird er als Schweranlauf definiert. Ein weiteres Kriterium ist das maximale Anlassmoment. Beträgt der Quotient aus maximalem Anlassmoment und Nennmoment (die sogenannte Anlassschwere) 2,5 oder mehr, so spricht man in der Praxis ebenfalls von Schweranlauf. Das erforderliche mittlere Motormoment liegt bei hierbei zwischen 170 und 200 Prozent des Nennmoments.

## Auswirkungen auf den Motor
Durch die lange Hochlaufphase kommt es zu einer starken Erwärmung des Motors. Erschwerend kommt hinzu, dass die Motorwärme aufgrund der niedrigen Drehzahl durch den Lüfter nicht genügend abgeführt werden kann. Dadurch kann sowohl die zulässige Läufertemperatur als auch die zulässige Wicklungstemperatur überschritten werden. Durch die erhöhte Läufertemperatur kann außerdem die Grenztemperatur der Wälzlager überschritten werden. Dieses macht sich insbesondere bei betriebswarmen Motoren bemerkbar. Während bei Motoren, die aus dem kalten Zustand angelassen werden, die erlaubte Anlaufzeit einer bestimmten Baureihe zum Beispiel zwischen 17 und 50 Sekunden liegt, reduziert sich diese Zeit bei betriebswarmen Motoren auf 12 bis maximal 30 Sekunden. Werden diese Zeiten überschritten, führt dies unweigerlich bei nicht temperaturüberwachten Motoren zu Folgeschäden am Motor.

## Steuerung
Durch den hohen Anlaufstrom löst ohne besondere Maßnahmen nach kurzer Zeit das Motorschutzrelais aus. Bei kleineren Motoren ist eine mögliche Variante, parallel zum Motorschutzrelais ein Überbrückungsschütz zu schalten. Die Schützkontakte überbrücken während der Anlaufphase des Motors das Motorschutzrelais. Erst wenn der Motor hochgelaufen ist, wird das Überbrückungsschütz abgeschaltet und das Motorschutzrelais übernimmt den Motorschutz. Da diese Methode sehr kritisch ist, wird sie bei größeren Motoren nicht angewendet. Hier werden spezielle elektronische Motorschutzrelais verwendet. Bei größeren Motoren werden zusätzlich die Motortemperatur und die Lagertemperatur mit einem speziellen Temperaturfühler überwacht. Da der Schweranlauf auch eine sehr große Belastung für die Anlassgeräte ist, werden diese Anlasser speziell für den Schweranlauf dimensioniert. Eine Unterdimensionierung des Anlassers kann zu schweren Folgeschäden führen. Heute werden für den Betrieb von Motoren mit Schweranlauf Frequenzumrichter verwendet. Frequenzumrichter können nicht nur höhere Anlauf-Drehmomente als traditionelle Schaltungen bei Nennfrequenz erzielen, sondern auch Hochlaufkurven generieren, den momentanen Zustand des Motors erkennen und ihn schützen.

## Geeignete Motoren für den Schweranlauf
Motoren für den Schweranlauf müssen ein erhöhtes Losbrechmoment und/oder ein hohes Trägheitsmoment der Arbeitsmaschine überwinden. Da beim Schweranlauf das maximale Drehmoment deutlich über den Nennmoment liegt, sind nicht alle Motoren für Schweranlauf geeignet. Erschwerend ist, wenn der Motor aufgrund seiner Leistung mittels Anlassverfahren angelassen werden muss. Insbesondere dann, wenn der Motor kurz nach dem Anlaufen den Sattelmoment hat, ist es möglich, dass der Motor bei einer sogenannten Satteldrehzahl hängen bleibt und nicht seine Nenndrehzahl erreicht. Motoren für den Schweranlauf müssen ein Reihenschlussverhalten aufweisen. Geeignete Motoren für den Schweranlauf sind Käfigläufermotoren mit Stromverdrängungsläufer. Bei sehr großen Antrieben werden Schleifringläufermotoren verwendet. Als Anlaufhilfen dienen selbstschaltende hydrodynamische Kupplungen als Anlaufkupplungen.